# John Loney
Pour les articles homonymes, voir Loney.
Edison John Clayton Loney (23 février 1929-22 janvier 2017) est un homme politique canadien de l'Ontario. Il est député fédéral progressiste-conservateur de la circonscription ontarienne de Bruce de 1963 à 1968, ainsi que député fédéral libéral dans la circonscription albertaine d'Edmonton-Nord de 1993 à 1997.

## Biographie
Né à Wiarton en Ontario, Loney entame une carrière publique en servant comme président du Conseil scolaire du canton de Bruce de 1960 à 1964.
Élu député progressiste-conservateur dans Bruce en 1963 et réélu en 1965, il est défait en 1972 et à nouveau en 1974.
Il s'établit ensuite en Alberta et tente de redevenir député en tant que représentant libéral d'Edmonton-Nord en 1988, mais il essuie un autre revers. Élu en 1993, il ne se représente pas en 1997.